# Босыры
Босыры (укр. Босири) — село в Гусятинской поселковой общине Чортковского района Тернопольской области Украины.
Население по переписи 2024 года составляло 50 человека. Почтовый индекс — 48526. Телефонный код — 3552.

## История
В 1992 году восстановлено историческое название.